# Bourse d'Arménie
La Bourse d'Arménie ou NASDAQ OMX Armenia (en arménien ՆԱՍԴԱՔ ՕԷՄԷՔՍ Արմենիա), jusqu'en 2009 Armex, est la bourse arménienne, installée à Erevan (rue Mher Mkrtchyan 5b). Elle est supervisée par un comité de cinq membres présidé depuis le 24 janvier 2008 par Hans Berggren. Son CEO est Armen Melikyan depuis le 14 février 2001.
L'institution est créée en 1997 sous l'appellation Securities Market Members Association et reçoit son nom actuel le 17 novembre 2000 ; sa première session se déroule le 6 juillet 2001. Elle est acquise le 21 novembre 2007 par le groupement boursier nordique OMX et devient NASDAQ OMX Armenia le 27 janvier 2009.